# Відважні вільні люди
«Відважні вільні люди» (англ. The Brave Free Men) — науково-фантастичний роман американського письменника американського письменника Джека Венса, вперше опублікований у 1973 році. Перша книга із серії романів «Дурдейн».

## Сюжет
Дурдейн перебуває у владі диявольського Роґусхою. Ґвалтуючи та грабуючи у своєму смертельному пориві до рідної землі, вони знищують усіх, хто перетинає їхній шлях. З виснаженими роками мовчазної тиранії духом, люди Дурдейну стоять безсилі, а їхній безликий вождь — в'язень у власному палаці. Врятувати Дурдейн може лише одна людина — музикант Ґастел Ецване. Але навіть він не знає, що пронизування землі черв'яками — це корупція, смертоносніша за все, що може заподіяти Роґусхой.